# St. Laurentius (Wiesloch)

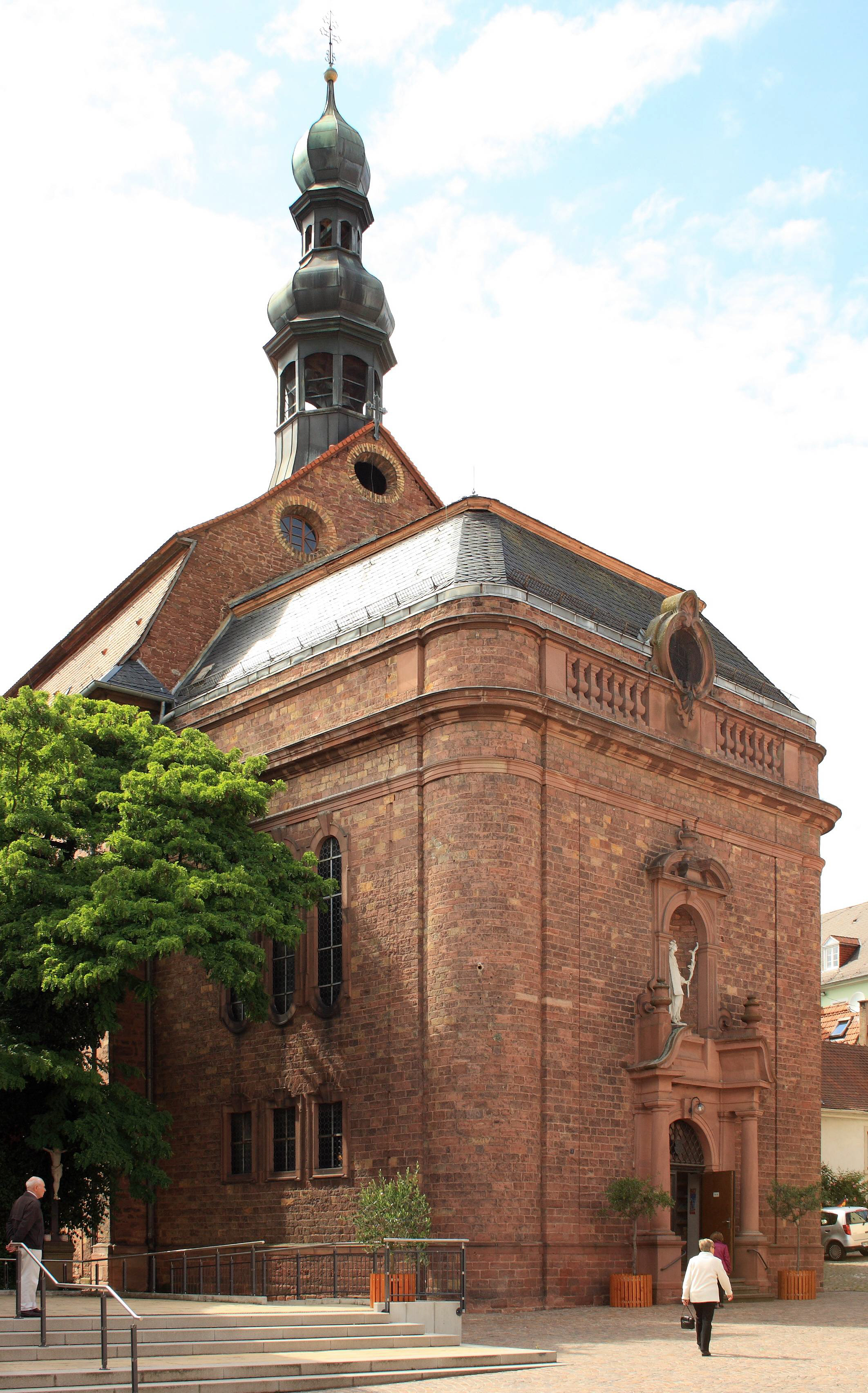
St.-Laurentius-Kirche

Die St.-Laurentius-Kirche ist eine katholische Kirche in Wiesloch im Rhein-Neckar-Kreis im Nordwesten Baden-Württembergs. Die Kirche wurde zwischen 1745 und 1751 von Augustiner-Eremiten erbaut und kam 1803 in den Besitz der katholischen Kirchengemeinde, die sie 1890/91 erweitern ließ. Mit ihrer qualitätvollen und einheitlichen originalen Ausstattung zählt die Kirche zu den bedeutenden Barockbauwerken der früheren Kurpfalz.

## Geschichte

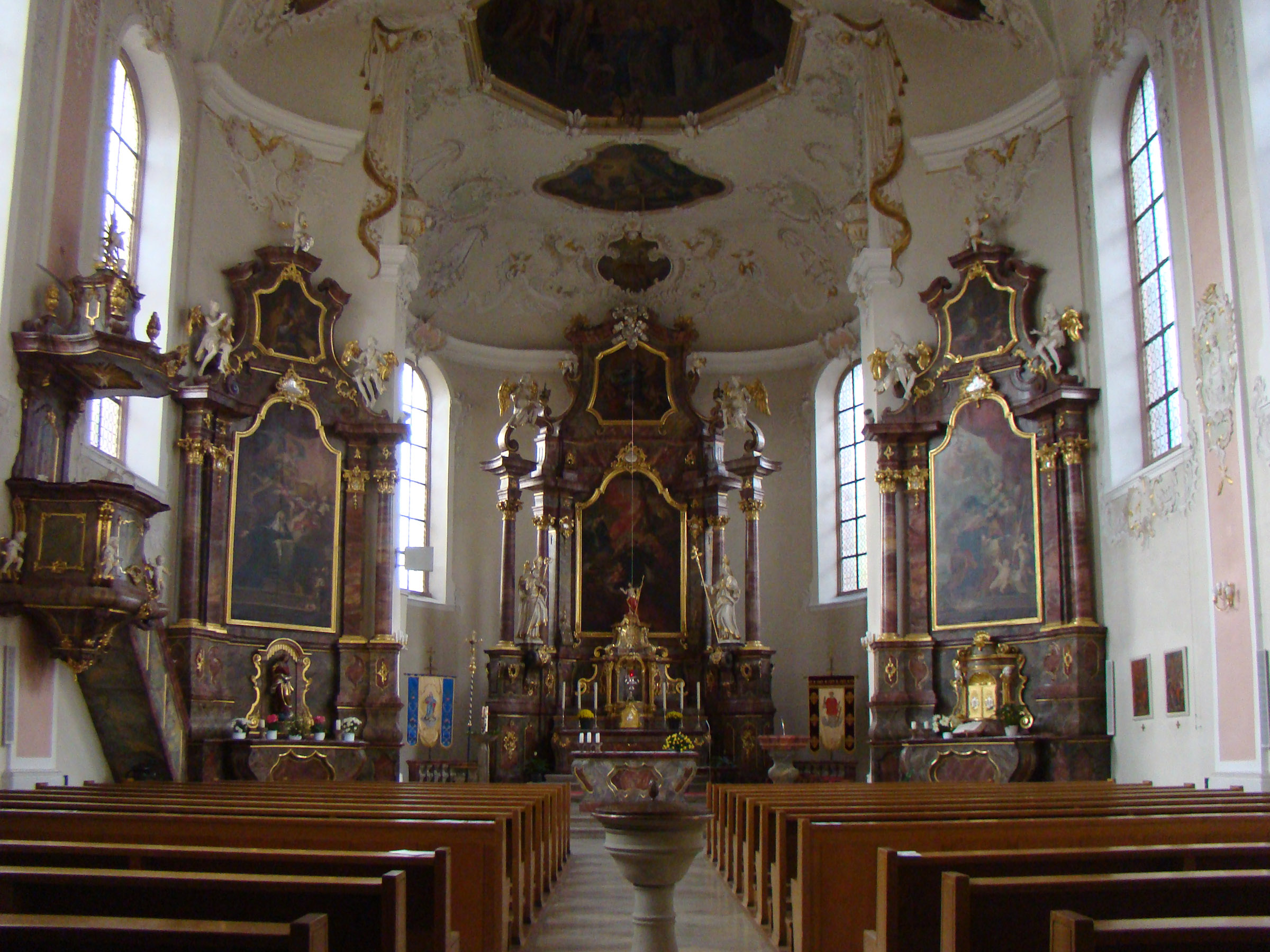
Innenraum, Blick zum Chor

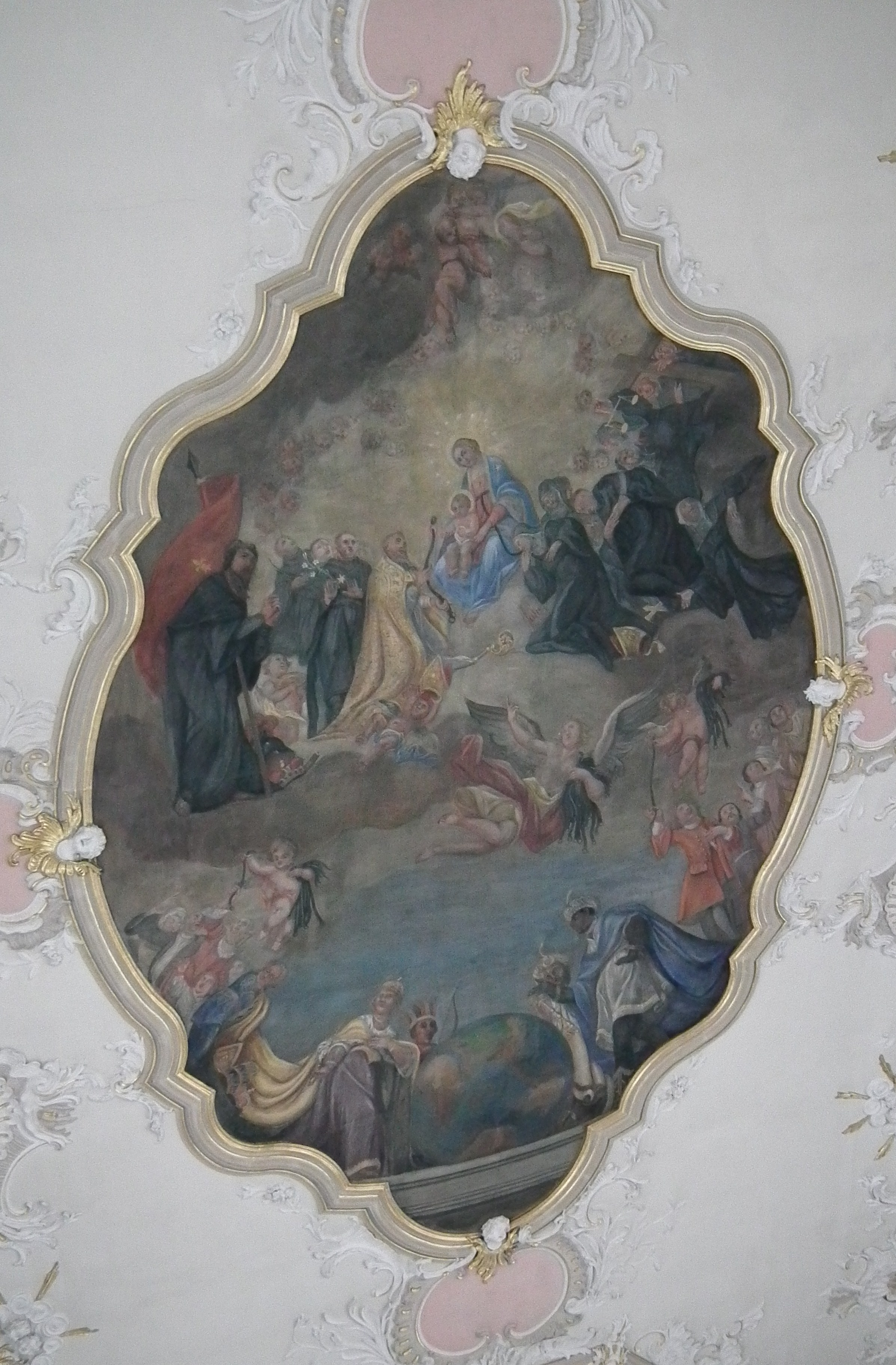
Hauptbild der Deckenfresken mit der Überreichung des Bußgürtels an den Hl. Augustinus durch das Jesuskind

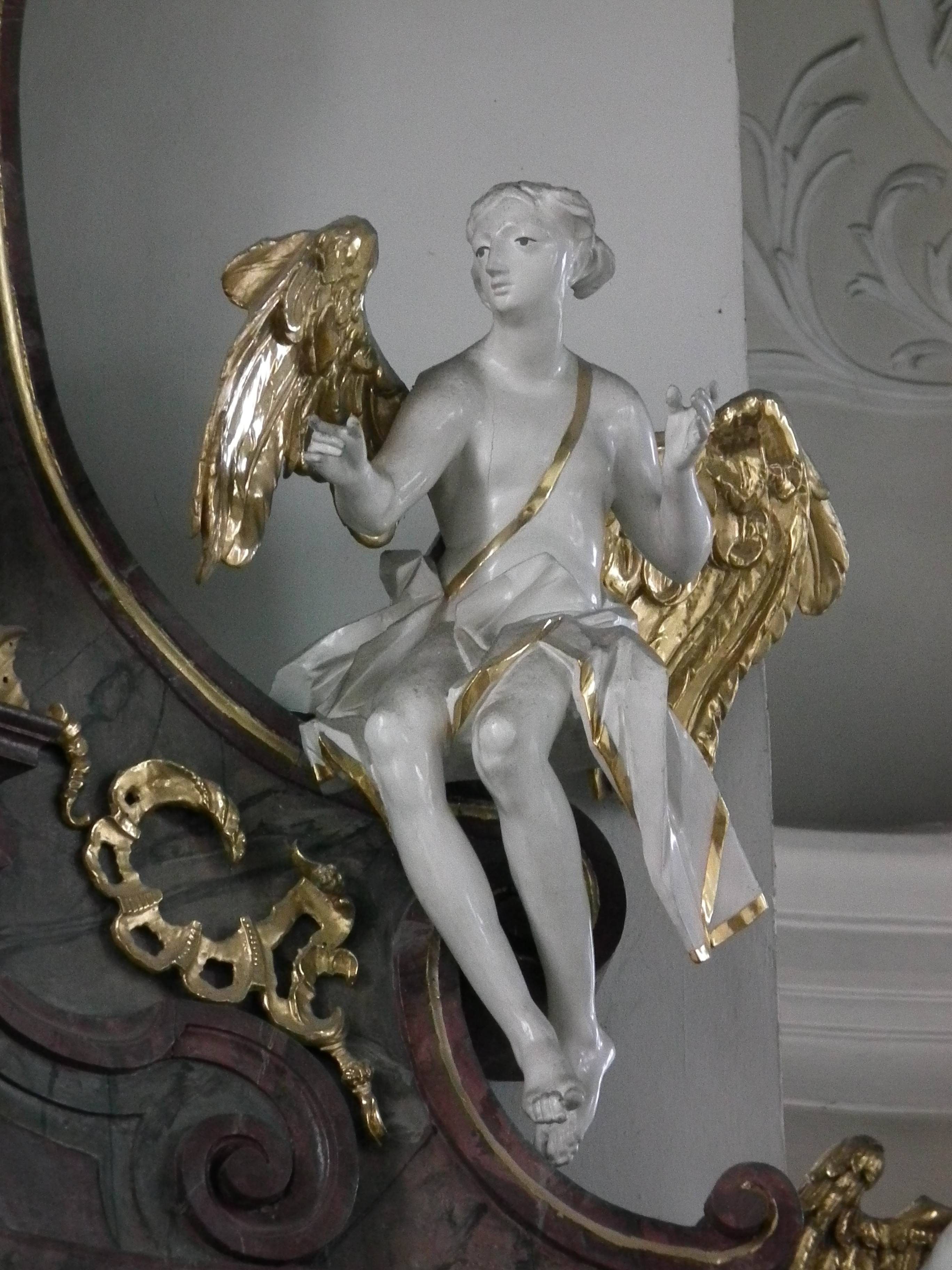
Putte auf einem der Seitenaltäre

### Entwicklung der katholischen Gemeinde bis ins 18. Jahrhundert
Nach der Reformation in der Kurpfalz 1556 machte Wiesloch und damit auch die ursprünglich dem hl. Laurentius geweihte alte Stadtkirche alle Konfessionswechsel in der Pfalz mit, hauptsächlich zwischen Lutheranern und Reformierten. Nach dem Dreißigjährigen Krieg kam es zur verstärkten Ansiedlung von Katholiken in der Kurpfalz. Nachdem ab 1685 mit Pfalz-Neuburg wieder ein katholischer Zweig der Wittelsbacher in der Pfalz regierte, wurden durch den Pfarrer aus Rauenberg in der Schlosskapelle katholische Gottesdienste gehalten. Das Schloss Wiesloch und die Kapelle wurden im Pfälzischen Erbfolgekrieg zerstört, woraufhin die alte Pfarrkirche mit den Reformierten und mit Ortspfarrern beider Konfessionen simultan genutzt wurde. Bei der pfälzischen Kirchenteilung fiel die Stadtkirche 1705 den Reformierten zu. Durch eine falsche Auslegung der Deklaration erwirkten die Katholiken zunächst noch die weitere Nutzung des Chors, mussten jedoch schon wenig später die Kirche verlassen. Die Gottesdienste wurden danach zeitweilig im Rathaus durchgeführt, bevor auch dort keine katholischen Feiern mehr erwünscht waren. Den Katholiken blieb vorerst nur der Gang in die umliegenden Orte Walldorf, Nußloch und Dielheim, bevor 1725 an der Stelle des zerstörten Schlosses durch den Baumeister Johann Adam Breunig eine neue katholische Kirche gebaut wurde. Diese Kirche bestand bis 1837, der alte Schlossturm, der zum Glockenturm umgebaut wurde, ist bis heute erhalten.

### Klosterkirchenbau durch Augustiner-Eremiten
1729 erhielten Augustiner-Eremiten aus Münnerstadt die Genehmigung, in Wiesloch ein Hospiz zu gründen. Neben dem Hospiz betrieben die Patres auch eine höhere Schule. 1738 übernahmen die drei Patres und ein Laienbruder das Haus von Pfarrer Stumpf und errichteten darin eine Bartholomaeus-Kapelle und im Untergeschoss eine Krypta, in der die verstorbenen Patres beigesetzt wurden. In der Kapelle befand sich einst ein Schnitzaltar um 1525 mit der Darstellung der Passion und des Marienlebens, der sich heute in Kirrlach befindet.
Zwischen 1745 und 1751 errichteten die Augustiner aus Trümmern des Wieslocher Schlosses dann in der Nachbarschaft ihrer Kapelle eine Klosterkirche, die heutige Laurentiuskirche. Als Baumeister gilt Johann Schmidt aus Königshofen, der wohl mit den Augustinern aus Münnerstadt kam. Auch für die Stuck-Arbeiten und die Altäre nahmen die Augustiner bewährte Handwerker in Anspruch, die zumeist zuvor in Münnerstadt gewirkt hatten.
Die Augustiner versuchten mehrfach, ihren Einfluss innerhalb der Stadt Wiesloch zu vergrößern. 1758 scheiterten sie mit der Übernahme der Pfarrei, 1778/79 gelang ihnen trotz des Widerstands der Stadt eine Vergrößerung des Hospizes. 1803 wurde das Augustinerkloster aufgehoben, die Klosterkirche und das Hospizgebäude wurden von der katholischen Gemeinde gekauft.

### Katholische Pfarrkirche
Nach dem Erwerb durch die katholische Gemeinde wurde die Kirche 1803 renoviert. Erwerb und Renovierung wären nicht ohne eine lukrative Kollekte möglich gewesen. Die Baulast lag jedoch schwer auf der kleinen Gemeinde, so dass 1811 die an der Nordseite der Kirche befindliche Grabkapelle für die Augustiner-Patres zum Rückbau in ein Wohnhaus verkauft wurde. 1837 ließ man auch die ältere katholische Kirche von 1725 bis auf den Glockenturm abreißen.
1890/91 wurde das Langhaus der Laurentiuskirche erweitert. 1932 wurde die Kirche umfassend renoviert. Weitere Renovierungen schlossen sich 1965 und 1988 an.
Die frühere Grabkapelle hat sich als Wohnhaus erhalten. Die Krypta war längere Zeit Weinkeller und wurde 1979 der Kirchengemeinde geschenkt, die darin 1995/96 einen kleinen Gottesdienstraum einrichtete. Er ist mit einem modernen Wandgemälde des peruanischen Künstlers Hector Sevillano geschmückt.

### Seelsorgeeinheit Wiesloch
Im Erzbistum Freiburg wurde 1929 das Dekanat Wiesloch gegründet, mit Pfarreien, die bis dahin zu den Dekanaten Heidelberg, St. Leon und Waibstadt gehört hatten. Die Pfarrgemeinde St. Laurentius (mit St. Pankratius in Altwiesloch) schloss sich 2004 mit den Gemeinden Hl. Dreifaltigkeit in Wiesloch (mit St. Marien Wiesloch-Frauenweiler), Hl. Kreuz im Psychiatrischen Zentrum Nordbaden und St. Gallus (Baiertal) (mit Hl. Dreifaltigkeit Wiesloch-Schatthausen) zur Seelsorgeeinheit Wiesloch zusammen.

## Beschreibung

### Architektur

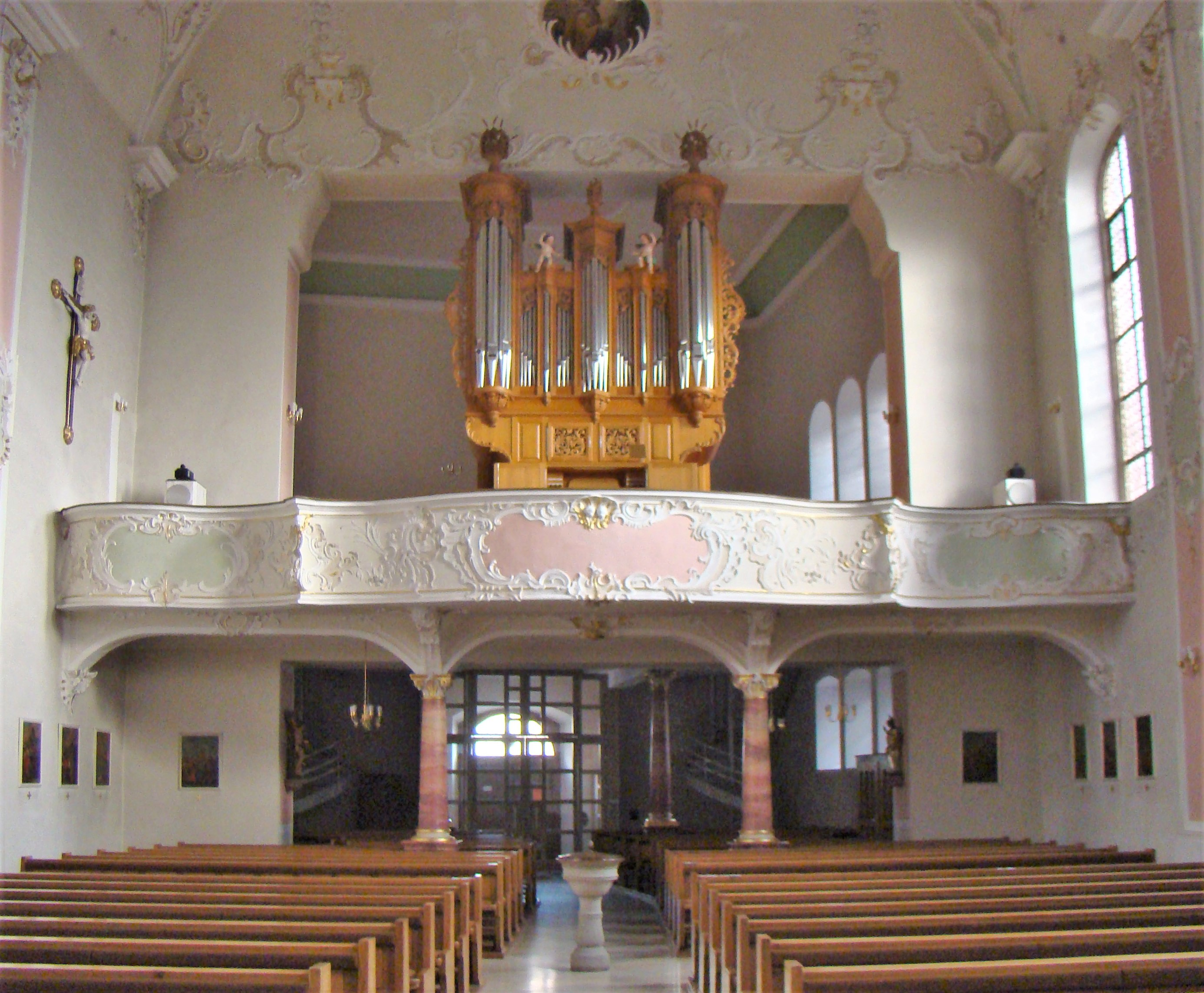
Innenraum, Blick zur Empore

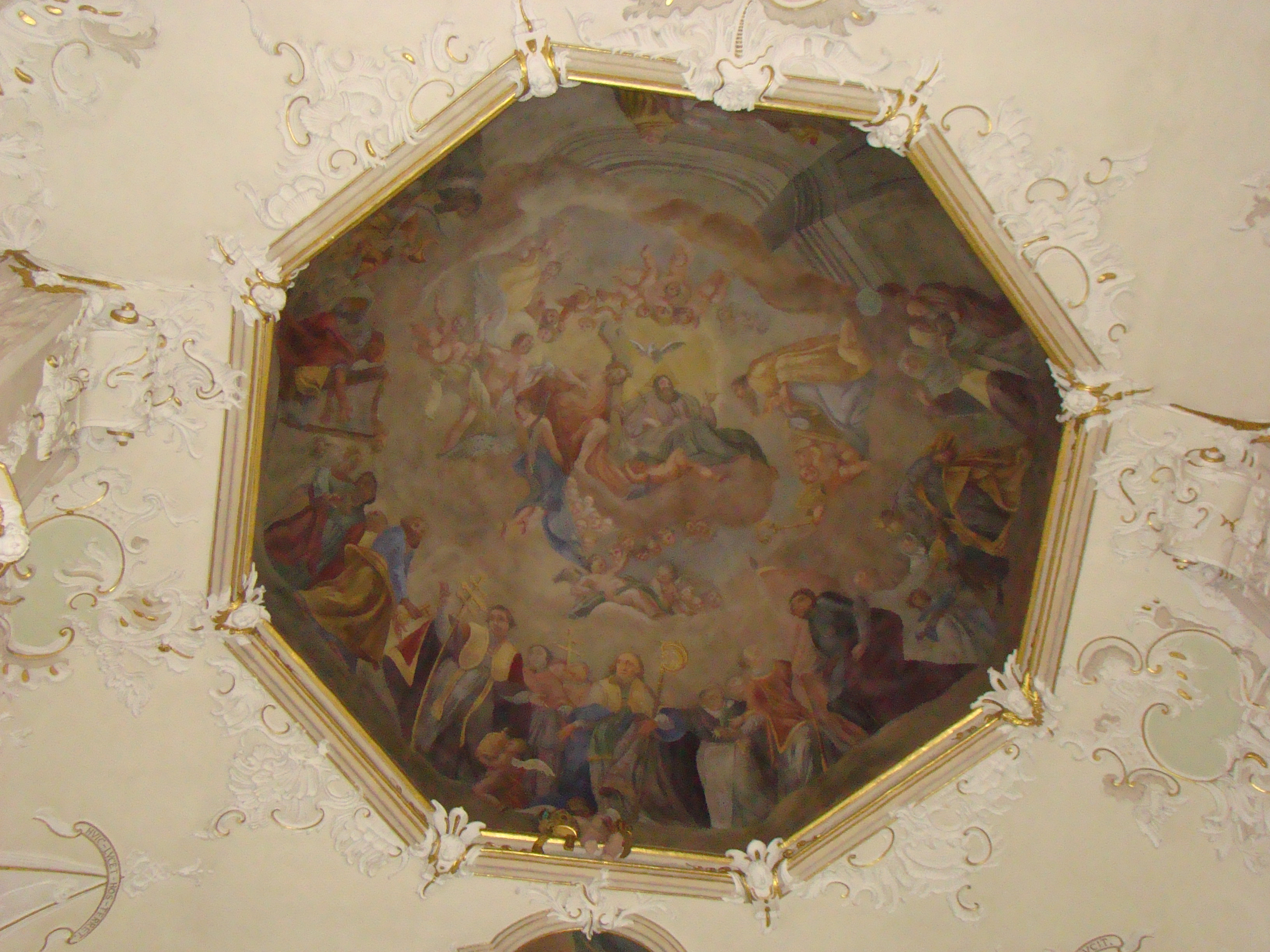
Deckenfresko in der Kuppel über dem Chor mit Augustiner-Gottesstaat

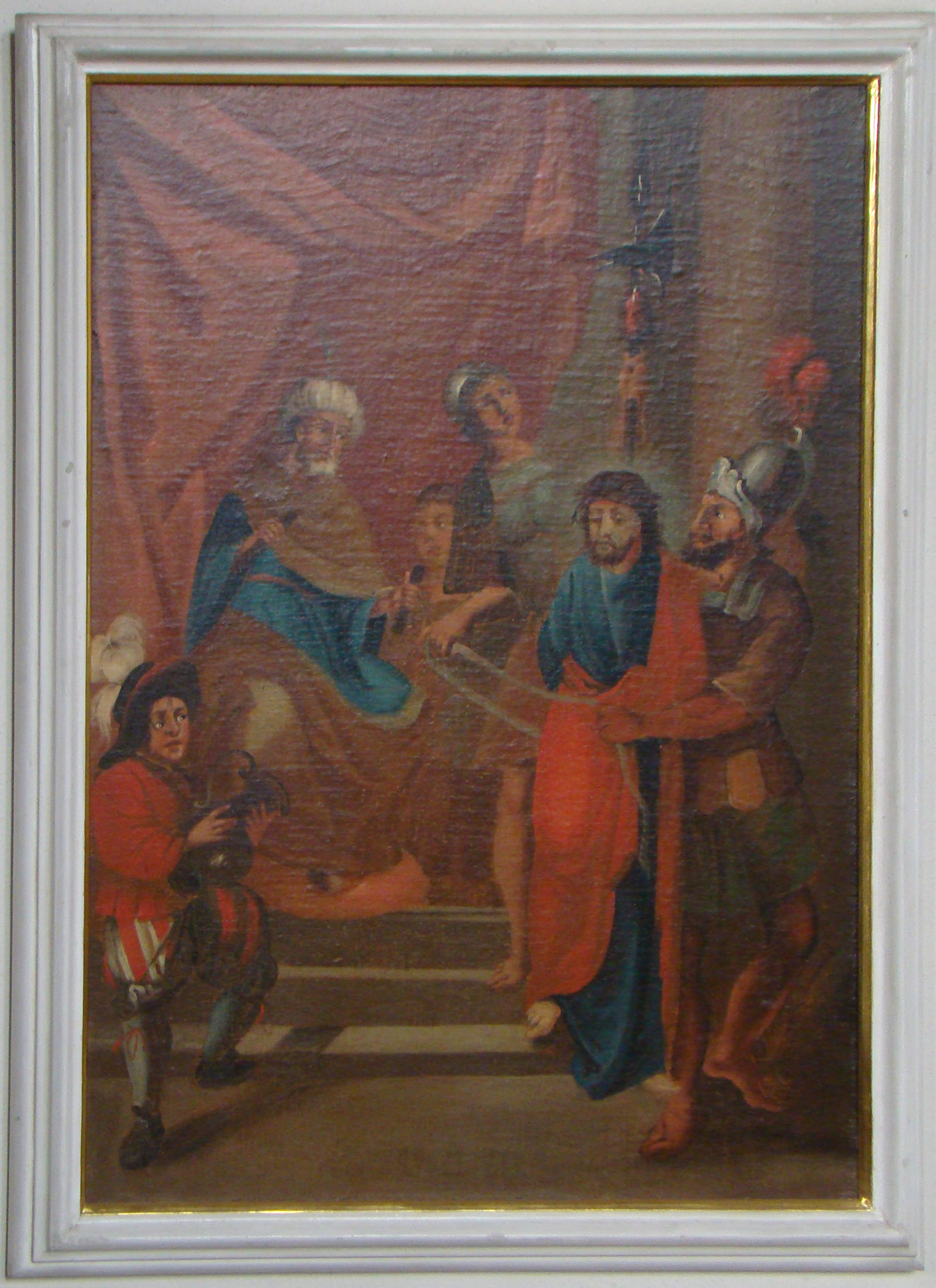
Teilbild der Passionsfolge an den Langhauswänden

Die St.-Laurentius-Kirche ist im Kern ein nach Westen ausgerichteter rechteckiger Saalbau mit ursprünglich vier Fensterachsen und eingezogenem Chor. Die Ecken sind im Stil des Rokoko abgerundet. Das Baumaterial wurde aus den rötlichen Sandsteintrümmern des zerstörten Wieslocher Schlosses gewonnen. Der neobarocke Abschluss des Langhauses stammt von der Erweiterung 1890/91, besteht ebenfalls aus Buntsandstein und ist um 10 Grad abgewinkelt. Das alte Ostportal wurde in den Erweiterungsbau integriert. In einer Figurennische über dem Portal steht die vermutlich von Georg Heinrich Rieger, einem Schüler Paul Egells, geschaffene Figur des Kirchenheiligen Laurentius. Auf dem gebrochenen Mansarddach des Langhauses befindet sich ein Dachreiter mit zwiebelbekrönter Laterne.
Im Innenraum dominieren Spätbarock und Rokoko. Der gewölbte Saalraum ist mit Lisenen gegliedert, das Deckengewölbe ist mit Gesimsen abgesetzt, Wände und Decken sind mit Stuckaturen aus floralen Elementen und Putten überzogen. Über dem Chor ist in der Decke eine achtseitige Kuppel ausgebildet. Als Stuckateure kommen die Stuckmeister der Münnerstädter Augustiner-Kirche in Betracht: Michael Ebner, Leonhard Schüssler und Vitus Settele.

### Fresken
Die Fresken an der Decke sind durch Übermalungen nicht mehr original. Die ursprüngliche Ausmalung der Kirche soll gemäß einer heute nicht mehr vorhandenen Inschrift 1752 durch den ansonsten unbekannt gebliebenen Maler Johannes Griesser erfolgt sein. Das Hauptbild zeigt ein typisches Augustiner-Eremiten-Motiv, nämlich die Überreichung des schwarzen Bußgürtels durch das Jesuskind an den Hl. Augustinus. Die Szene wird von zahlreichen Nebenfiguren begleitet, darunter der Hl. Nikolaus von Tolentino mit Stern auf der Brust und der lanzentragende Hl. Wilhelm von Maleval. Das Hauptbild wird an der Decke von Medaillons mit Augustiner-Heiligen umrahmt. Die Kuppel über dem Chor ist mit einer Darstellung des Augustiner-Gottesstaates versehen, in dem Figuren des Alten Bundes neben kirchlichen Würdenträgern erscheinen. Die Darstellung des Hl. Konrad über der Empore und die Darstellung des Lamm Gottes im Chor stammen vom Wieslocher Maler Franz Wallischeck und entstanden anlässlich der Renovierung 1907.

### Altäre und Kanzel
Der Hochaltar, die beiden Seitenaltäre und die Kanzel im Stil des Rokoko gehören zur ursprünglichen Ausstattung der Kirche. Sie sind jeweils gleichartig gearbeitet und gestaltet und stammen wohl ebenfalls von Kunsthandwerkern, die zuvor in Münnerstadt tätig waren. Als Kunstschreiner kommt Nikolaus Steiner, als Bildhauer Johann Kessler in Betracht. Die Altarblätter malte Johann Anwander. Altäre und Kanzel sind gleichartig marmoriert und mit Putten verziert.
Das Hauptbild des Hochaltars zeigt Christus auf der Weltkugel über einer Darstellung des hl. Nikolaus von Tolentino, der von Augustinus der Gottesmutter empfohlen wird. Das Oberbild des Hauptaltars zeigt den hl. Martin von Tours mit Gans und Engelputten. Flankiert wird das Hauptbild von Figuren der Kirchenlehrer und Bischöfe Ambrosius von Mailand und dessen Schüler Augustinus von Hippo, ausgeführt von Johann Kessler.
Das Hauptbild des linken Seitenaltars zeigt die hl. Monika, Mutter des hl. Augustinus, wie sie betend und in Augustinerinnentracht die Bundeslade von Engeln empfängt. Das Oberbild zeigt einen nicht eindeutig zu identifizierenden Bischof mit Stab, Ketten und einem Kranken, mglw. der Hl. Leonhard von Noblat. Der rechte Seitenaltar zeigt im Mittelbild den hl. Augustinus, wie ihm eine Vision der Dreifaltigkeit widerfährt. Das Oberbild zeigt den hl. Erasmus mit der Darmwinde. Der rechte Seitenaltar ist signiert und datiert 1756.
Der Kreuzweg eines unbekannten Malers an den Langhauswänden stammt in etwa aus der Zeit um 1770 und wurde bei der Kirchenrenovierung 1965 aus Schwetzingen beschafft.

### Orgel

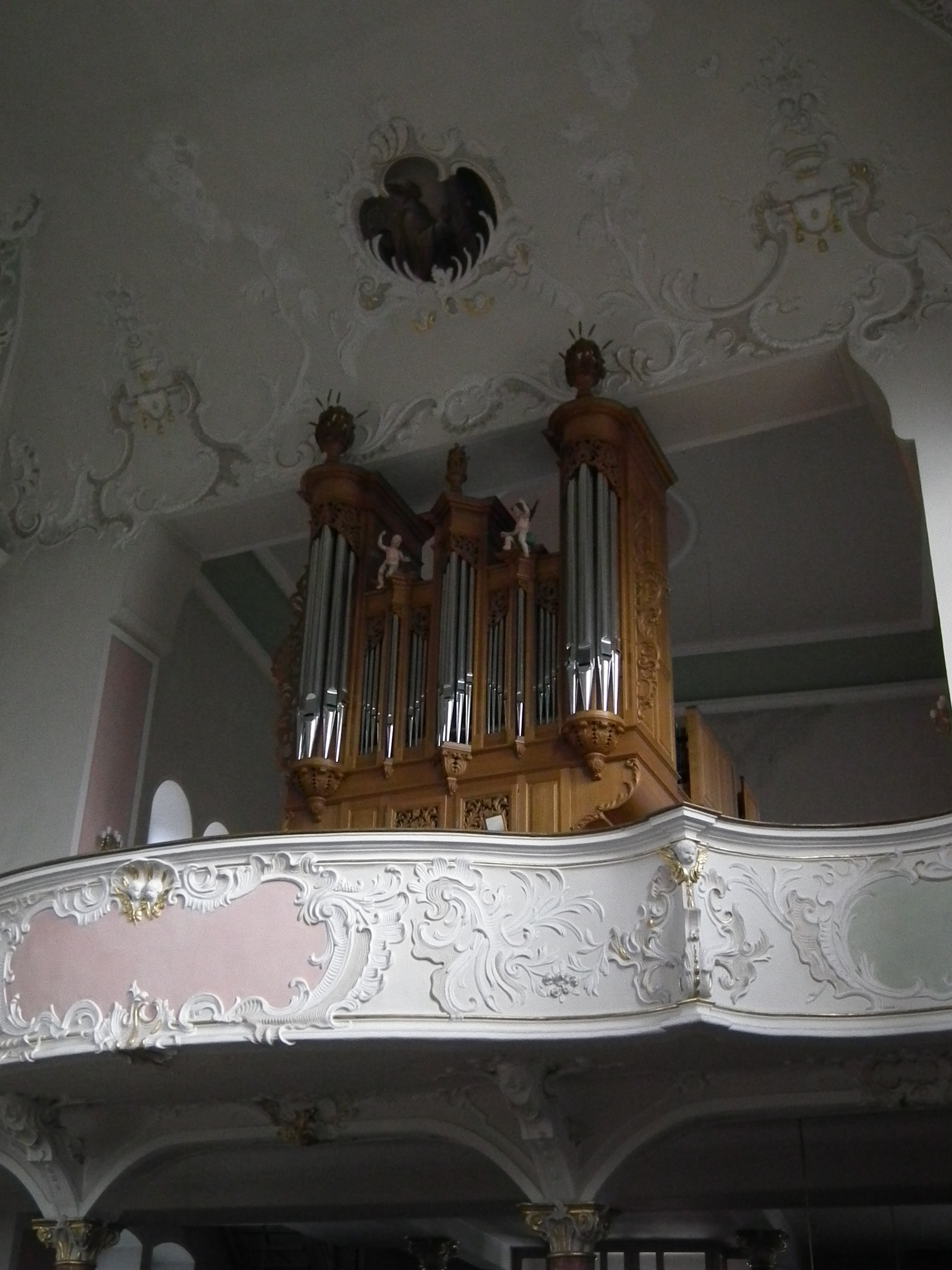
Blick auf die Orgel

Die Orgel wurde 2003 von Matz & Luge erbaut. Das Schleifladen-Instrument hat 32 Register auf drei Manualeb und Pedal. Die Spieltraktur ist mechanisch, die Registertraktur ist elektrisch.
| I Hauptwerk C–g3  |        |     |
| Bourdon           | 16′    |     |
| Prinzipal         | 08′    |     |
| Rohrflöte         | 08′    |     |
| Oktave            | 04′    |     |
| Flûte             | 04′    | (h) |
| Quinte            | 02 ⁄3′ |     |
| Superoktave       | 02′    |     |
| Mixtur IV–V       | 01 ⁄3′ |     |
| Kornett V (ab b0) | 08′    |     |
| Trompete          | 08′    |     |

| II Positiv C–g3 |         |     |
| Bourdon         | 08′     | (h) |
| Prinzipal       | 04′     |     |
| Rohrflöte       | 04′     |     |
| Nasard          | 02 ⁄3′  |     |
| Doublette       | 02′     |     |
| Tierce          | 01 3⁄5′ |     |
| Larigot         | 01 ⁄3′  |     |
| Cymbale III     | 01′     |     |
| Cromorne        | 08′     |     |
| Tremulant       |         |     |

| III Schwellwerk C–g3 |        |     |
| Bourdon              | 16′    | (h) |
| Gambe                | 08′    | (h) |
| Unda maris           | 08′    | (h) |
| Holzflöte            | 08′    | (h) |
| Fugara               | 04′    |     |
| Flöte                | 04′    |     |
| Progressio V         | 02 ⁄3′ |     |
| Oboe                 | 08′    |     |
| Tremulant            |        |     |

| Pedalwerk C–f1 |     |     |
| Holzprinzipal  | 16′ | (h) |
| Subbass        | 16′ |     |
| Oktavbass      | 08′ |     |
| Gedecktbass    | 08′ |     |
| Fluttbass      | 04′ |     |
| Bombarde       | 16′ | (h) |
| Trompete       | 08′ | (h) |
| Clairon        | 04′ | (h) |

- Koppeln: II/I, III/I, III/II, I/P, II/P, III/P
- Anmerkung:

(h)= vorhandenes Register der Vorgängerorgel

### Glocken
Im Dachreiter der Kirche befinden sich zwei kleinere historische Glocken des Speyrer Glockengießers Johann Paulus Strobel von 1756 und 1763 mit Gewichten von 120 kg bzw. 75 kg. Das eigentliche Geläut der Kirche befindet sich im alten Schlossturm bzw. Glockenturm der Kirche von 1725. Dort befanden sich drei 1920 beim Bochumer Verein gegossene Stahlglocken mit den Schlagtönen fis′ (Laurentiusglocke), a′ (Johannes- und Elisabethenglocke) und c″ (Josephs-Glocke). Im Jahr 2011 wurde als Ersatz für diese Glocken in der Glockengießerei Bachert in Karlsruhe ein neues vierstimmiges Glockengeläut aus Bronze gegossen, das wiederum im Schlossturm seinen Platz fand.
Übersicht
| Glocke | Name                | Durchmesser | Gewicht  | Schlagton | Hängeort    |
| ------ | ------------------- | ----------- | -------- | --------- | ----------- |
| 1      | Laurentius          | 1226 mm0    | 1289 kg0 | e’+8      | Schlossturm |
| 2      | Franziskus          | 980 mm      | 682 kg   | a’+8      | Schlossturm |
| 3      | Augustus und Monika | 828 mm      | 351 kg   | h’+5      | Schlossturm |
| 4      | Edith Stein         | 728 mm      | 237 kg   | cis″+8    | Schlossturm |
|        |                     |             |          |           |             |
| I      |                     | 620 mm      | 120 kg   | e″+5      | Dachreiter  |
| II     |                     | 510 mm      | 075 kg   | a″-6      | Dachreiter  |